# (24806) 1994 RH9
(24806) 1994 RH9 est un astéroïde aréocroiseur découvert en 1994.

## Description
(24806) 1994 RH9 a été découvert le 12 septembre 1994 à l'observatoire de Kitt Peak, situé dans l'Arizona (États-Unis), par le projet Spacewatch de l’université de l'Arizona.

### Caractéristiques orbitales
L'orbite de cet astéroïde est caractérisée par un demi-grand axe de 2,41 UA, un périhélie de 1,57 UA, une excentricité de 0,35 et une inclinaison de 9,91° par rapport à l'écliptique. Du fait de ces caractéristiques, à savoir un demi-grand axe inférieur à 3,2 UA et un périhélie compris entre 1,3 et 1,666 UA, il croise l'orbite de Mars et est classé, selon la JPL Small-Body Database, comme astéroïde aréocroiseur (aréo venant de Arès).

### Caractéristiques physiques
(24806) 1994 RH9 a une magnitude absolue (H) de 14,8 et un albédo estimé à 0,265.